# Osborn Elliott
Osborn Elliott (1925, Nueva York - 28 de septiembre de 2008, Nueva York) fue un periodista y empresario estadounidense que dirigió durante 16 años (1960-1976) la revista de actualidad Newsweek.

## Biografía
Aunque inicialmente su intención era dedicarse al mundo de la publicidad o de las finanzas, el primer trabajo que consiguió le marcó el resto de su carrera. Fue en el Journal of Commerce. En 1949 comenzó a trabajar de periodista freelance para la revista Time y en 1954 se trasladó a la revista con la que llegaría a lo más alto Newsweek. Ésta publicación se puso a la venta en 1960, y Osborn consiguió convencer al dueño del Washington Post, Philiph L. Graham, para que la comprara. En los años en los que estuvo a cargo de la revista, Newsweek pasó de ser una revista sin relevancia a conseguir premios como el de Revista del Año concedido por la Facultad de Periodismo de Columbia.
Abandonó la revista para trabajar para la ciudad de Nueva York, puesto en el que sólo duraría un año. Posteriormente ostentó el cargo de decano de la Facultad de Periodismo de la Universidad de Columbia.